# Daniele Tinti
Daniele Tinti (Roma, 11 luglio 1990) è un comico italiano.
È considerato tra i comici più rappresentativi del genere stand up comedy in Italia e uno tra i più popolari podcaster italiani. 

## Carriera
Nato a Roma l'11 luglio 1990, si trasferisce subito a L'Aquila dove rimane fino a 19 anni. Comincia a scrivere monologhi durante l'Erasmus in Inghilterra e sale per la prima volta sul palco a Roma nel 2014  in occasione del primo open mic svoltosi in Italia.
Inizia a collaborare con il canale Comedy Central Italia di Sky nel 2015, quando viene selezionato per entrare nel cast della prima edizione di Natural Born Comedians. Continua a collaborare con Comedy Central Italia anche negli anni successivi, partecipando come comico alla seconda stagione di Natural Born Comedians, come autore e panelist nello show CCN - Comedy Central News di Saverio Raimondo, e a diverse edizioni del programma Stand Up Comedy. 
Nel 2018 porta in tour il suo primo spettacolo, l'autobiografico Ugos, la cui registrazione effettuata presso lo  Zelig Cabaret di Milano verrà poi distribuita nel 2021 da Rai 5 e Amazon Prime Video all'interno della serie Italian Stand Up. 
Nel 2019 è uno dei comici del cast fisso della prima stagione di Battute? su Rai 2. Appare inoltre come ospite ricorrente nel panel show comico Data Comedy Show presentato da Francesco De Carlo nel 2021.
Tra il 2021 e il 2024 si esibisce con due spettacoli dal vivo, Dilemma e Crossover. Il secondo lo porta per la prima volta a calcare le scene in diverse capitali europee.
Nel 2025 è tra i comici della trasmissione In&Out - Niente di serio di TV8. Partecipa inoltre al doppiaggio della serie animata Il Baracchino di Amazon Prime Video.
Parallelamente alla carriera di comico, è attivo sul web e sui social media. Ha un breve momento di viralità nel 2011, quando insieme ad Alessandro Zolfanelli crea la pagina Facebook Ridateci il Winner Taco, campagna poi trasformatasi in un caso di involontario  social-guerrilla marketing.  Dal 2018 conduce Tintoria assieme a Stefano Rapone, primo podcast comico in Italia, diventato nel tempo uno dei podcast di maggiore successo nel paese. Ha inoltre ideato e condotto insieme a Luca Ravenna due podcast a tema sportivo: TAQ - Tutti allenatori qui e Antenna Sport.

## Stile e influenze
Ha dichiarato di essere stato ispirato da diversi comici americani, tra cui Dave Chappelle e Norm MacDonald. A ques'ultimo, suo comico preferito, ha dedicato lo spettacolo Dilemma.

## Programmi televisivi
- Natural Born Comedians (Comedy Central, 2015-2016)
- Sorci verdi (Rai 2, 2015)
- CCN - Comedy Central News (Comedy Central, 2017-2018)
- Stand Up Comedy (Comedy Central, 2017-2020)
- Battute? (Rai 2, 2019)
- Italian Stand Up (Rai 5, 2021)
- Data Comedy Show (Rai 2, 2021)
- In&Out - Niente di serio (TV8, 2025)

## Spettacoli comici
- Ugos (2018)
- SummerTrip, con Luca Ravenna e Stefano Rapone (2020)
- Dilemma (2021-2022)
- Crossover (2023)

## Web
- Tintoria, con Stefano Rapone (YouTube e Spotify, 2018-in corso)
- TAQ - Tutti allenatori qui, con Luca Ravenna (Spotify, 2023)
- Antenna Sport, con Luca Ravenna (YouTube, 2024-in corso)

## Filmografia

### Attore
- Il grande caldo, regia di Dan Bensadoun e Marcello Enea Newman (2021)
- Flaminia, regia di Michela Giraud – cammeo (2024)
- Il Baracchino – serie TV, voce (2025)
- Pesci piccoli - Un'agenzia. Molte idee. Poco budget – serie TV (2025)

### Sceneggiatore
- Il grande caldo, regia di Dan Bensadoun e Marcello Enea Newman (2021)

## Opere letterarie
- A.A.V.V., Stand-up Comedy. La prima antologia italiana, a cura di Giulio D'Antona, collana Enaudi Stile Libero Extra, Einaudi, 2019, ISBN 978-88-0624-093-6.